# Janailhac
Janailhac är en kommun i departementet Haute-Vienne i regionen Nouvelle-Aquitaine i västra Frankrike. Kommunen ligger i kantonen Nexon som tillhör arrondissementet Limoges. År 2022 hade Janailhac 525 invånare.

## Befolkningsutveckling
Antalet invånare i kommunen Janailhac
| Referens: INSEE |